# 阿笠博士
阿笠 博士（あがさ ひろし）は、『週刊少年サンデー』で連載されている青山剛昌原作の漫画作品およびそれを原作とするテレビアニメなどのメディアミックス『名探偵コナン』の作品に登場する架空の人物。通称「阿笠博士（あがさはかせ）」。
アニメでの声優は緒方賢一、少年時代を田中一成が担当する。ドラマでの俳優は田山涼成が担当。

## 経歴
帝丹小学校出身。小学校6年生のときに初恋をしており、相手は2歳年下で、現在は有名なファッションブランドの社長であるフサエ・キャンベル・木之下。現在も互いを想い合っている。
その後、奥穂中学校に進学し、東都大学工学部博士課程を修了。
幼児化した工藤新一が初めて訪ねてきた際に彼から正体を知らされ、他人に正体がばれると黒ずくめの組織に再び命を狙われて周囲にも危険が及ぶだろうと助言し、江戸川コナンのことを「親戚の子」として毛利小五郎の家に預け、帝丹小学校へ入学するよう勧めて手配もした。その後、組織から脱走して新一を頼ってきた灰原哀を保護し、彼女をコナン同様に帝丹小に編入させて共に暮らしている。

## 人物
江戸川コナンの協力者である科学者・発明家。天才を自称しており、コナンが使用している道具の製作者でもある。工藤宅の隣人。年齢は52歳前後。お尻のホクロには毛が1本生えているらしく、本人以外で知っているのは新一のみであることから、コナンの正体が新一である証明になった。
コナンの正体が小さくなった新一と最初に知った人物で、黒ずくめの組織に知られないように正体を秘密にするよう助言を送っている。コナン、灰原、沖矢昴の正体をいずれも知っている数少ない協力者である。
工藤家・毛利家とは新一と蘭が幼少期の頃からの付き合いであり、新一からは珍妙な発明品ばかり作ることを呆れられてはいるものの、大人として信頼されている。毛利小五郎も阿笠に対しては敬語で接する。また、コナンや灰原と少年探偵団の3人（吉田歩美・円谷光彦・小嶋元太）を遠くへ遊びに連れていくのは阿笠である。彼らからは呆れられたり振り回されることも多いが、面倒見がよく穏やかな性格ゆえに実祖父同然に頼られている。
コナンが腕時計型麻酔銃を持参し忘れた際に探偵役を任されたことをきっかけに、推理を披露する探偵役を頻繁に務めるようになる。コナンの正体を知っているため腕時計型麻酔銃で眠らされず、口パクで台詞を合わせている。いきなり自分の声を使って推理を開始するコナンには辟易としており、一言相談してから声を使うように度々注意している。小五郎や園子のように警察から名探偵と評されることに浮かれている節もあり、少年探偵団の前で「工藤新一に探偵術を教えたのはワシじゃ」とホラを吹いたこともある。
親類に栗介（くりすけ）という伯父と定子（ていこ）という伯母がいる（現在は両人とも故人）。また、本編には登場していないが、高木刑事と同世代と思われる孫娘を持つ従兄がいる。
周囲からの呼称は、「阿笠（友人である映画監督の三上 大輔（みかみ だいすけ、声 - 山野史人））」、「爺さん（服部平次）」、「阿笠さん（目暮警部などの警察関係者）」、「阿笠博士（あがさはかせ）・博士（はかせ）（それ以外の他人。江戸川コナンや少年探偵団のメンバー、毛利蘭など。）」。
インターネットやパソコンの普及率が低かった作品開始初期（1990年代末から2000年代初頭）においては、工藤優作が収集していた事件記事のスクラップファイルやインターネットを参照して情報収集を行い、コナン（新一）の推理をサポートしていた。インターネットが普及して小学生でもインターネットや携帯電話を用いることが一般的になった近年では、小学生であるコナンがアクセスすることが不自然な外国・会員制のサイトを利用した情報収集を依頼されることが多い。
名前の由来は推理作家のアガサ・クリスティ。
劇場版には鈴木園子と並び、全作品に出演している。また、1996年のアニメシリーズ開始時に系列各局で放送された番宣スポットのナレーションも阿笠が担当した。
『名探偵コナン40+SDB』のコーナー「勝手に『あの方』大予想!!」で第1位になったが、この説は作者により否定されている。

### 容姿
頭頂は禿げ上がっており残っている髪もすべて白髪で、加えて「ジジくさい」話し方をすることから、年齢以上に老けて見られることが多い。目暮警部と同様に肥満体形であるため、灰原が居候してからは栄養管理の厳しい食事を摂らされている。
10年前（42歳）は、まだ髪はフサフサで黒かった。劇場版第5作『天国へのカウントダウン』では、10年後（62歳）の顔を予想できる機械を試したが、現在と変わらない顔だった。

### 居住地
住所は東京都米花市米花区米花町2丁目22番地。庭付きの敷地に建つ研究所兼自宅は、詳細な間取りこそ不明であるものの、作中の描写から最低でも地上2階、屋上、地下室まで備えた豪邸であることが判明している。
隣人の新一（コナン）は、年賀状を手渡しで受け取っていたため、住所の番地を把握していない。

### 発明家
高い技術を持つ発明家として知られており、「バンダイ」という会社と多額の契約金を引き換えに『ボイスレコチェンジャー（アニメ版ではヤイバーレコチェンジャー）』を共同開発したことがあり、発売も決定していた。その一方、本物のおかずが入った弁当箱に市販のFAXを取り付けただけの「弁当型携帯FAX」など、コナンに呆れられるような珍妙な発明品もある。
コナンが身体能力でハンデを負いながらも、探偵として凶悪な犯罪者と対等以上に渡り合えるのは、阿笠の発明した様々なアイテムが助けになっているためである。発明品を身近な者だけでなく、近所や温泉旅館などにも提供しているが、耐久性に難があるためか、故障のクレームが殺到したこともある。かつて新一は目暮警部に「阿笠はいつも妙ちきりんな発明をしている」という旨を漏らしていた。
公安警察の降谷零（安室透）からは「MI6も顔負けの発明品」と称賛されており、領域外の妹は阿笠が製作した盗聴器について「なかなか興味深い」と性能を高く評価している。また、『ルパン三世VS名探偵コナン THE MOVIE』では少年探偵団に持たせていたメカの数々を見たルパン一味がその性能に唸ると共に、それを子供たちに持たせることを非難している。
自分の発明で大儲けすることを夢見ているが、コナンによれば「作る物はガラクタばかりでジリ貧」とのこと。豪邸住まいで自動車を所有して灰原を同居させていることから、それなりに収入はある模様。優れた発明品も多いが、特許が降りた様子はなく、本格的に発明品を売り出している描写はほとんど無い。そのため、発明家としての能力は、阿笠を「博士（はかせ）」と呼び慕う知人にしか知れ渡っていないようである。親戚筋には栗介・定子など、豪邸や別荘を持つほど裕福な者もいる。
コナンたちに提供している一部の発明品（名探偵コナン#道具を参照）には、現実世界での法律に抵触する可能性が非常に高いものがあるが、作中でそのことについては一切触れられていない。
『コナンドリル』では、地下があり立地も好条件であるため自宅の資産価値はかなり高く、阿笠が買ったのではなく親からの相続で伯父の別荘の整理もしていることから、一族の資産は独占状態にあるとみられている。また、少年探偵団とよく出かけているのは、レジャー関連企業の株主として優待券を持っているためではないかとも推測されている。また、発明品は玩具性が強く実用新案による企業との契約や劇場版第6作『ベイカー街の亡霊』で新型ゲーム機「コクーン」の開発にも関わっていることから、業界では有名なゲーム作家である説も提唱されており、特許料や開発協力などでも大金を得て悠々自適に暮らしながら、生活のためではなく遊び心を持って発明に臨むからこそ、良いアイデアが生まれているとみている。

### 嗜好
好物はレストラン「コロンボ」のスパゲティ。このことは尻のホクロの件と合わせ、コナンが自分の正体を証明するきっかけになった。
“操縦事（操縦＋そういう事）言うの？”や、“とほほ、恐宿題（恐縮＋宿題）”などの駄洒落を好む。劇場版では少年探偵団にダジャレクイズを出すことが恒例となっている。
若干の虫嫌い。写真や映像を見るのは平気だが、アリの大群など動く実物を直接見るのは苦手である。
自宅にいる時は、好きなワイドショーを見ている。
クマの絵が散りばめられたパジャマを愛用しており、劇場版で過去2回そのパジャマを着た姿が登場している。

## 愛車

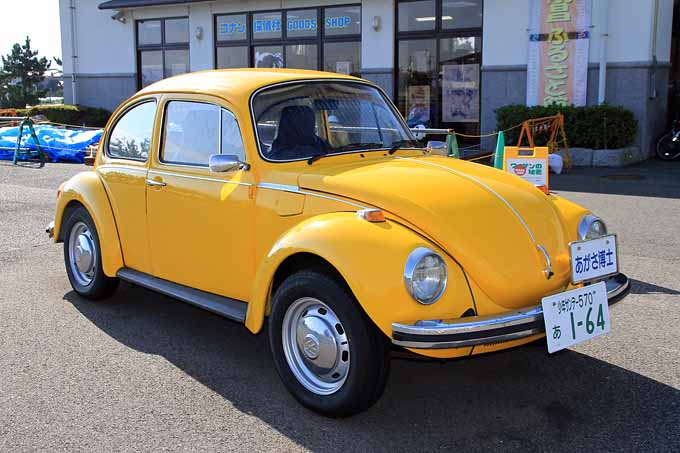
阿笠博士の愛車（青山剛昌ふるさと館にて）

愛車は「フォルクスワーゲン・タイプ1」で、作中では愛称の「ビートル」で呼ばれる。ナンバープレートは「新宿 500 ひ 164」である。商品展開も行われた発明品「ボイスレコチェンジャー」の売り上げで、同じタイプの新車に買い換えた。しかし、話によっては故障で止まっていることがあるほか、テレビスペシャル『名探偵コナン 江戸川コナン失踪事件 〜史上最悪の2日間〜』ではフレームや扉が破壊される惨事に遭っている。
少年探偵団の引率役として、彼らをビートルに乗せて様々な所に出かけている。